# كأس حذفي 2003–04
كأس حذفي 2003–04 (بالفارسية: جام حذفی فوتبال ایران 83–1382) هو موسم من كأس حذفي. فاز فيه نادي سباهان أصفهان.